# 성주사역
성주사역(Seongjusa station, 聖住寺驛)은 경상남도 창원시 성산구 성주동에 위치하는 진해선의 철도역이다.  
역명은 천선동에 위치한 성주사의 이름을 따서 제정하였다. 개역 당시에는 성주사의 인근에 위치해 있었으나, 1981년 진해선 이설 공사 완료와 동시에 창원공단 외곽 지역인 안민동으로 역사(驛舍)를 이전하였다. 현재 역사는 성주사와 약 3.5km가량 떨어져 있으며, 1980년대의 가장 일반적인 철도역 건축 양식인 철(凸)자 모양의 형태를 하고 있다.
본래 마산~통해간을 운행하던 진해선 통근열차가 하루 왕복 4회 정차하였으나, 2006년 11월부터는 모든 여객열차가 무정차 통과한다. 현재 역사는 민간업체에 위탁하여 사용 중이며, 2021년 초에 버스환승센터가 설치되어 같은 해 3월부터는 시내버스의 기종점으로도 사용 중이다.

## 연혁
- 1926년 11월 11일 : 영업 개시[1]
- 1973년 1월 1일 : 무배치간이역으로 격하[2]
- 1981년 10월 5일 : 현 위치로 역사 이전[3]
- 1984년 6월 1일 : 보통역으로 승격[4]
- 1985년 7월 1일 : 무배치간이역으로 격하[5]
- 2006년 11월 1일 : 진해선 통근열차 폐지 및 여객 취급 중지
- 2022년 3월 1일 : 시내버스 환승센터 설치 및 운용